# Stazione di Gragnone
La stazione di Gragnone è stata una fermata ferroviaria posta lungo la ex linea ferroviaria a scartamento ridotto Arezzo-Fossato di Vico chiusa 18 giugno 1944 a causa della distruzione delle traversine e dei viadotti, da parte dei tedeschi in ritirata Seconda guerra mondiale; era a servizio della località Gragnone, nel territorio comunale di Arezzo.